# Église Saint-Rémi de Schorbach
Pour les articles homonymes, voir Église Saint-Rémi.
L'église Saint-Rémi se situe dans la commune française de Schorbach et le département français de la Moselle.

## Histoire
Schorbach est une très ancienne paroisse qui relève de l'archiprêtré de Hornbach. C'est la première et jusqu'à la Révolution l'unique paroisse de la région de Bitche, en dehors du territoire de l'abbaye de Sturzelbronn. Le fondateur de l'église, qui n'est pas nommé, jouit à cette époque du droit de patronage, c’est-à-dire le droit de nommer le curé. Il s'agit peut-être du comte Berthold d'Eberstein, dans le pays de Bade, dont le fils Eberhard III cède en 1200 son droit de patronage à l'abbaye de Sturzelbronn. L'abbaye de Gräfinthal, au nord de Frauenberg et fondée en 1243, possède une partie de ce patronage qu'elle cède de même en 1313.
Agnès d'Eberstein, petite-fille d'Eberhard III, épouse vers 1239 Henri II de Deux-Ponts-Bitche. En 1268, les deux époux abandonnent encore les dîmes de Schorbach à l'abbaye de Sturzelbronn. Enfin, en 1314, Mgr Renaud de Bar, évêque de Metz, incorpore la paroisse à l'abbaye de Sturzelbronn. La vaste paroisse comprend alors les annexes de Lengelsheim, Hanviller, Haspelschiedt, Reyersviller et les deux villages de Kaltenhausen et de Rohr qui forment au XVIIe siècle la ville de Bitche, plus les deux villages des XVIe siècle et XVIIe siècle Eguelshardt et Mouterhouse. Au XVIIe siècle, quand les villages dévastés par la Guerre de Trente Ans viennent se repeupler lentement, le curé de Schorbach vient s'établir et résider dans la nouvelle ville de Bitche où se trouve une garnison et où les travaux de fortification attirent des ouvriers en grand nombre.

## Édifice
Dédiée à saint Rémi, avec sa tour quadrangulaire datant du XIIe siècle et sa nef de style gothique, l'église est juchée en haut d'un promontoire de grès encore appelé butte des Païens, sur une terrasse soutenue par un haut mur appareillé. L'église est consacrée en 1143 par le légat pontifical Theotwin, cardinal de Sainte-Ruffine, comme en témoigne le tympan scellé dans le mur est de l'édifice. À cette époque, Schorbach étant la paroisse-mère de toute la région de Bitche, les fidèles des alentours s'y rendent à l'occasion des fêtes religieuses ou pour enterrer leurs défunts. L'édifice est reconstruit en 1774.
Fixé au mur sud de la tour-clocher, sous le porche, un ancien retable d'autel a été remonté après la Seconde Guerre mondiale par l'abbé Schwartz, les trois parties se trouvant jusque-là encastrées dans les façades du presbytère. Bien que mutilé, il est très intéressant en raison de sa précocité, puisqu'il date du début du XIVe siècle, de sa forme, aux angles abattus, et de sa composition, sans arcatures. Regroupés par deux ou trois, les personnages sont séparés par des pinacles. On reconnait à gauche, sans toutefois les identifier avec précision, un évêque qui pourrait être saint Rémi, patron de la paroisse, et une femme en prière, peut-être sainte Marie-Madeleine.
En contrebas du chevet, une croix monumentale datée 1737 regroupe sur le fût la Sainte Vierge et saint Jean, saint Wendelin et saint Sébastien.

### Mobilier liturgique
Sobre dans ses formes et pauvre dans le matériau, un ostensoir en laiton doré date du XVIIIe siècle. Une haute tige à nœud piriforme posée sur un pied circulaire supporte une lunette avec à l'intérieur un croissant eucharistique destiné à présenter la Sainte Hostie. L'église possède aussi un calice en laiton et argent dorés de A. Laroche, de Strasbourg, datant de la première moitié du XIXe siècle et un calice en argent de Jean Georges Pick, reçu maître-orfèvre à Strasbourg en 1739, avec coupe remplacée au milieu du XIXe siècle.